# Maxime Laheurte
Maxime Laheurte (Gérardmer, 20 de mayo de 1985) es un deportista francés que compitió en esquí en la modalidad de combinada nórdica.
Ganó dos medallas en el Campeonato Mundial de Esquí Nórdico, plata en 2013 y bronce en 2015.

## Palmarés internacional
| Campeonato Mundial | Campeonato Mundial     | Campeonato Mundial | Campeonato Mundial       |
| Año                | Lugar                  | Medalla            | Prueba                   |
| ------------------ | ---------------------- | ------------------ | ------------------------ |
| 2013               | Val di Fiemme (Italia) | Medalla de plata   | TN + 4 × 5 km por equipo |
| 2015               | Falun (Suecia)         | Medalla de bronce  | TN + 4 × 5 km por equipo |